# Oophaga histrionica
Oophaga histrionica är en groddjursart som först beskrevs av Berthold 1845.  Oophaga histrionica ingår i släktet Oophaga och familjen pilgiftsgrodor. IUCN kategoriserar arten globalt som livskraftig. Inga underarter finns listade i Catalogue of Life.